# 圣康坦运河
圣康坦运河（法語：Canal de Saint-Quentin，法語發音：[kanal də sɛ̃ kɑ̃tɛ̃]）是法国北部的一条运河，在康布雷与瓦兹河旁侧运河交汇，在绍尼与埃纳河旁侧运河交汇。